# Bansdih
Bansdih é uma cidade e uma nagar panchayat no distrito de Ballia, no estado indiano de Uttar Pradesh.

## Demografia
Segundo o censo de 2001, Bansdih tinha uma população de 20,232 habitantes. Os indivíduos do sexo masculino constituem 51% da população e os do sexo feminino 49%. Bansdih tem uma taxa de literacia de 53%, inferior à média nacional de 59.5%; com 62% para o sexo masculino e 38% para o sexo feminino. 17% da população está abaixo dos 6 anos de idade.